# Gère
Die Gère ist ein Fluss in Frankreich, der im Département Isère in der Region Auvergne-Rhône-Alpes verläuft. Sie entspringt an der Gemeindegrenze von Châtonnay und Commelle, entwässert generell Richtung West bis Nordwest und mündet nach rund 34 Kilometern im Stadtgebiet von Vienne als linker Nebenfluss in die Rhône. Die letzten rund 100 Meter vor ihrer Mündung legt die Gère im Untergrund zurück, da sie durch Verkehrsbauten überplattet ist.

## Orte am Fluss
(Reihenfolge in Fließrichtung)
- Lieudieu
- Villeneuve-de-Marc
- Meyssiez
- Eyzin-Pinet
- Estrablin
- Pont-Évêque
- Vienne